# HMS Flora (1893)
HMS Flora foi um cruzador protegido de classe Astraea da Marinha Real Britânica lançado em 21 de novembro de 1893. Ele foi construído sob o Ato de Defesa Naval de 1889, juntamente com vários outros cruzadores da classe Astraea. Flora foi desativado em 1922.

## Histórico operacional
O HMS Flora serviu, sob o comando do Commodore A. L. Groome e, mais tarde, do capitão F. S. Pelham, uma comissão como oficial sênior na Estação da Costa Sudeste da América até junho de 1901, quando retornou ao HMNB Devonport para despedir-se.
HMS Flora foi objeto de uma famosa operação de salvamento depois de encalhar em 1903.
Em 1914, pouco antes da Primeira Guerra Mundial, Flora foi colocada na lista de vendas e permaneceu no serviço portuário durante a maior parte do conflito. Em abril de 1915, Flora foi renomeado como TS Indus II. Ele foi vendido em 12 de dezembro de 1922 e foi desmembrado em Dover.